# Casalnuovo di Napoli
Casalnuovo di Napoli är en ort och kommun i storstadsregionen Neapel, innan 2015 provinsen Neapel, i regionen Kampanien i Italien. Kommunen hade 49 250 invånare (2017).